# Avicularia taunayi
Avicularia taunayi es una especie de araña que pertenece a la familia Theraphosidae (tarántulas), originaria de Brasil, en especial de la región Centro-Oeste.